# Анджей Уйварий
Анджей Уйварий (пол. Andrzej Ujwary, нар. 21 серпня 1960, Новий Торг) — польський хокеїст, що грав на позиції захисника. Грав за збірну команду Польщі.

## Ігрова кар'єра
Професійну хокейну кар'єру розпочав 1979 року.
Усю професійну клубну ігрову кар'єру, що тривала 8 років, провів, захищаючи кольори команди «Подгале». У складі «Подгале» став тричі чемпіоном Польщі та ще чотири рази здобував срібні нагороди.
У складі національної збірної Польщі провів 104 матчі закинув 2 шайби; брав участь в зимових Олімпіадах 1980 та 1984 років. 
У 1987 емігрував до США. Проживає в Детройті.